# 마지마역
마지마역(일본어: 間島駅)은 일본 니가타현 무라카미시에 위치한 동일본 여객철도 우에쓰 본선의 철도역이다. 단선 · 섬식의 형태를 합친 2면 3선의 구조를 합친 복합 승강장을 갖춘 지상역이다.

## 타는 곳
| 1 | ■ 우에쓰 본선 | 하행 | 아쓰미온센 · 쓰루오카 · 사카타 방면 |
| 2 | ■ 우에쓰 본선 |      | (대피선)                            |
| 3 | ■ 우에쓰 본선 | 상행 | 무라카미 · 시바타 · 니쓰 방면       |

## 역 주변
- 국도 제345호선

## 역사
- 1924년 7월 31일 : 무라카미 - 네즈가세키 간 개업 때에 개설.
- 1960년 7월 1일 : 화물의 취급을 폐지, 여객역으로 한다.
- 1972년 10월 1일 : 수하물 및 소하물의 취급 폐지.
- 1987년 4월 1일 : 일본국유철도 분할 민영화에 의해, 동일본 여객철도가 승계.
- 1988년 3월 : 현 역사로 개축.

## 인접 역
| 동일본 여객철도 우에쓰 본선 | 동일본 여객철도 우에쓰 본선 | 동일본 여객철도 우에쓰 본선 |
| --------------------------- | --------------------------- | --------------------------- |
| 무라카미 니쓰 방면          | ■ 우에쓰 본선               | 에치고하야카와 아키타 방면  |